# 卡片目錄

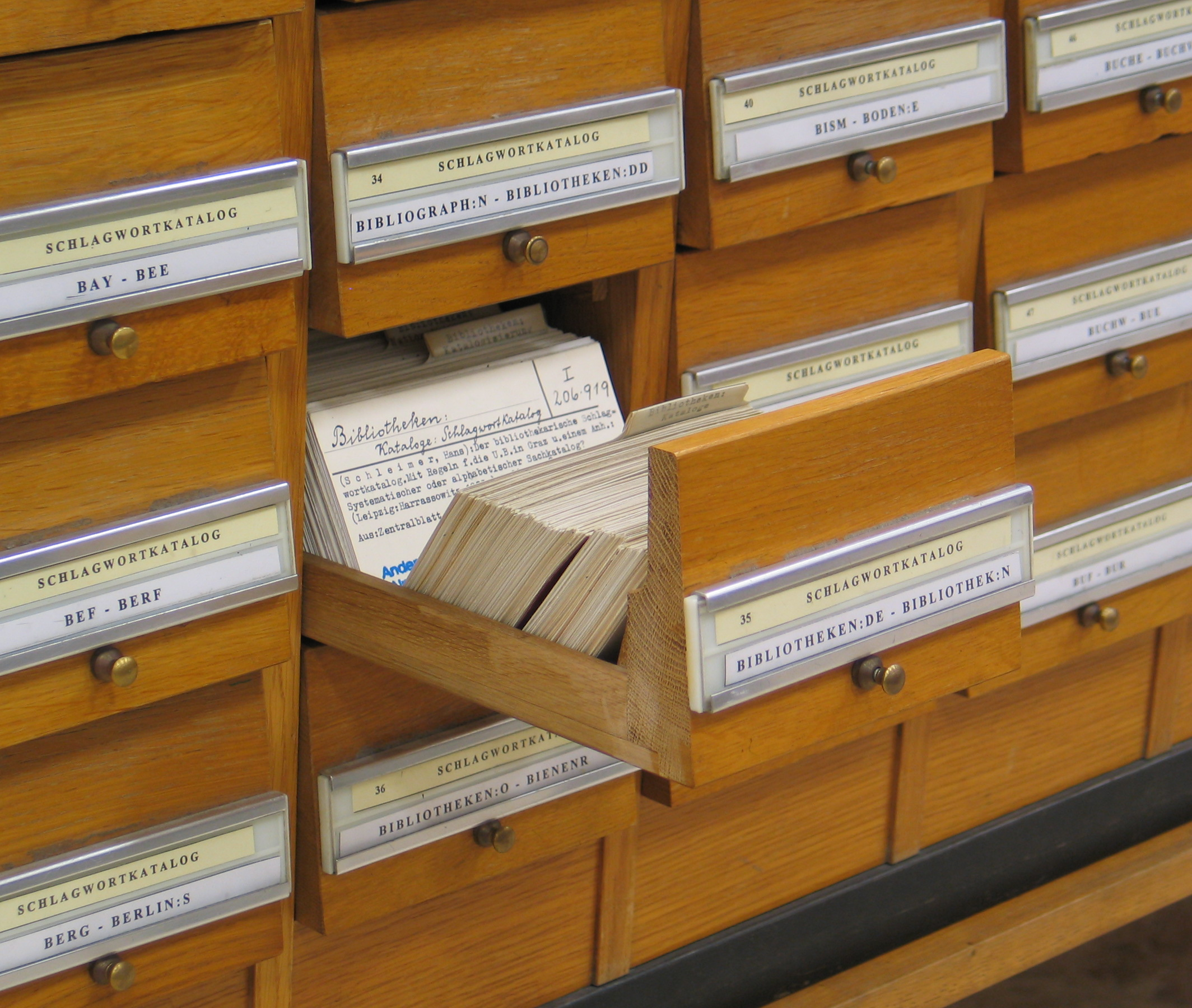
卡片目錄櫃

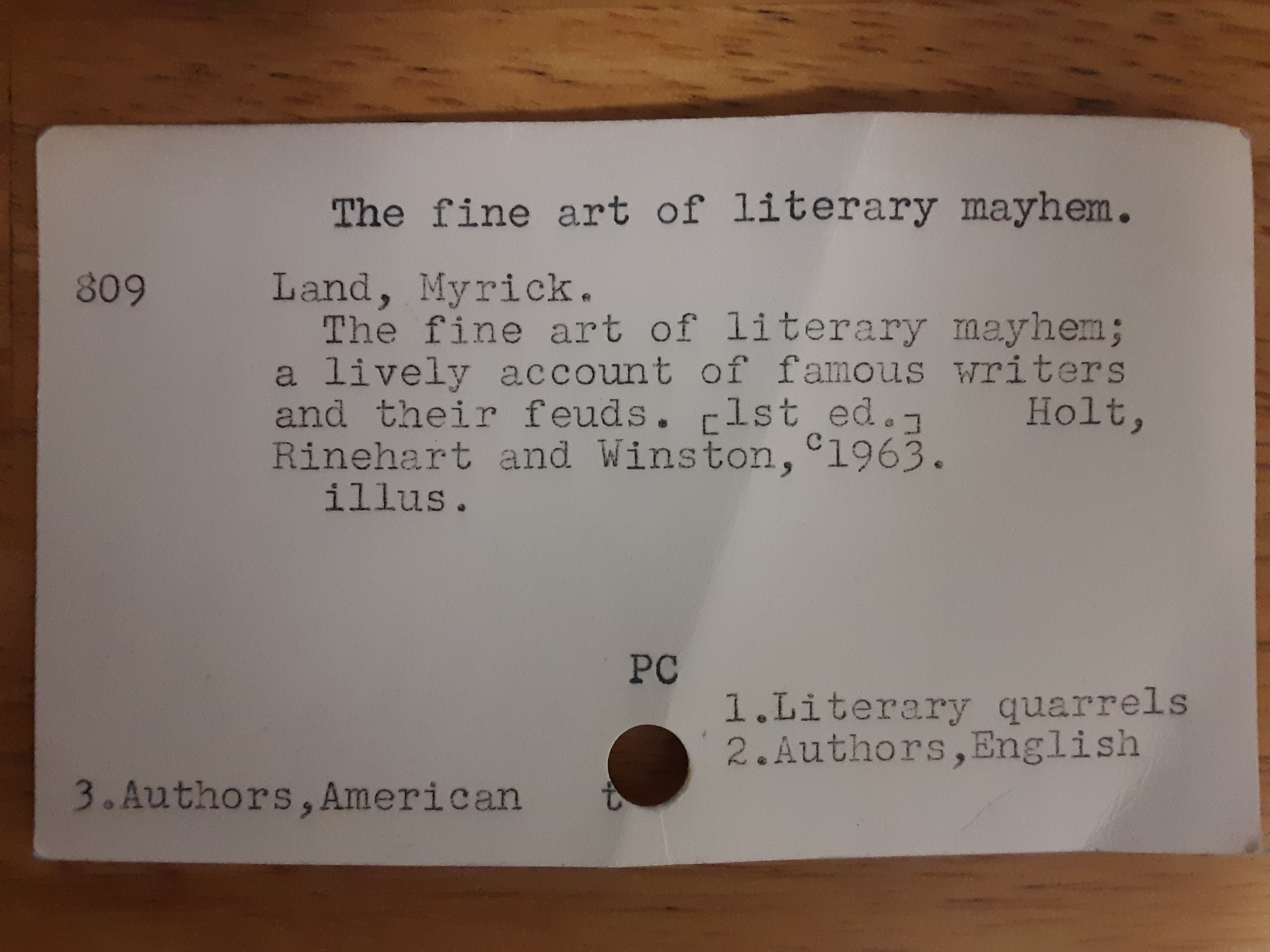
卡片

卡片目錄、书目卡片（Card catalog）是電腦檢索線上目錄之前，傳統的檢索目錄，卡片置於一排小格子櫃中，將圖書資料的書目資料，依一定的編目規則記錄於標準規格的卡片（一般为7.5公分×12.5公分，称为索引卡）上再依序排列並進行編排，置於卡片目錄櫃提供使用者檢閱，作用在於顯示館藏資料，提供讀者查詢館藏資料之工具。

## 簡史
- 1861年：美國哈佛大學圖書館。卡片目錄正式向讀者開放。
- 19世紀末：西方許多圖書館建立了卡片目錄，作為對書本目錄的補充。
- 20世紀初：卡片目錄已成為圖書館主要的目錄形式。
- 80年代以後：在一些自動化程度較高、已經建立起機讀目錄的圖書館，卡片目錄已逐步被縮影目錄、書本目錄及機讀目錄等其他形式目錄所取代。

## 優點
- 可提供多人同時使用。
- 可隨時增修、隨時編排、隨時利用，具有流水作業的性質。
- 可依照讀者的需要靈活組織，及時更新，而且整個目錄不受影響。

## 缺點
- 不能同時檢閱多張卡片。
- 無法與其他圖書館交換。
- 體積龐大，需佔用大量空間。
- 一張卡片款目只能提供一個檢索途徑。
- 不可攜出館外，無法提供遠離圖書館的讀者使用。

## 類型
卡片目錄依據其排檢方式可分為以下幾種類型
- 分類目錄：依分類號排序，提供依分類號查檢館藏資料。
- 書名目錄：依書名字順排序，提供依書名查檢館藏資料。
- 著者目錄：依著者姓名字順排序，提供依著者查檢館藏資料。
- 標題目錄：依標題姓名字順排序，提供依著者查檢館藏資料。